# Moanin’ (Album)
Moanin’ (eigentlich Art Blakey and the Jazz Messengers) ist ein Jazz-Album von Art Blakey und seinem Quintett The Jazz Messengers, das am 30. Oktober 1958 aufgenommen und im Januar 1959 veröffentlicht wurde. Es gilt als eines der bahnbrechenden Alben des Hard Bop.

## Hintergrund

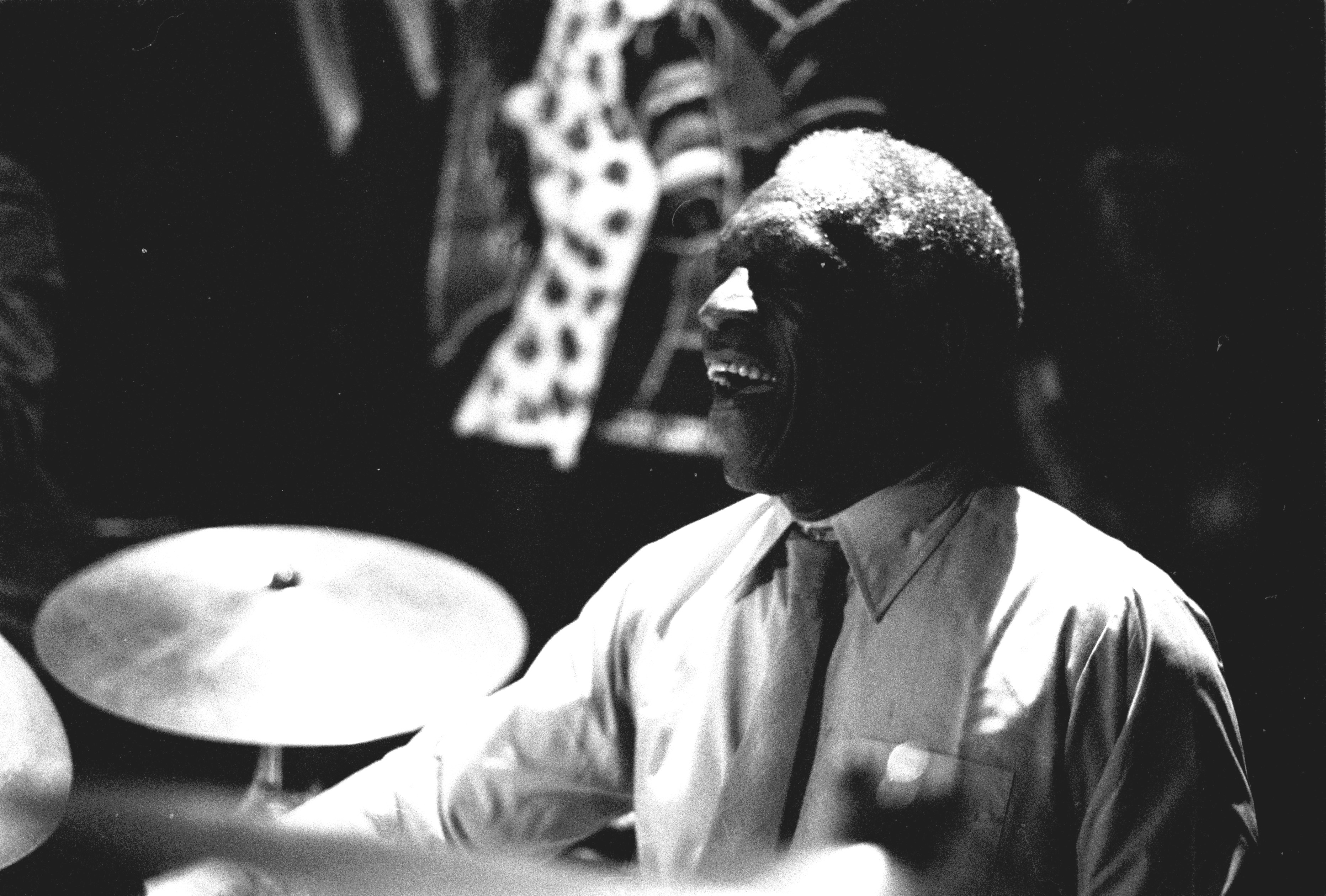
Art Blakey

1957 hatte Blakey mit einem Perkussions-Ensemble sein Album Orgy in Rhythm für Blue Note eingespielt; seit 1955 war jedoch kein Album der Jazz Messengers mehr für das Label Blue Note entstanden, dem die Band seit 1947 verpflichtet war. Das Album hatte zunächst einen nach der Band benannten Titel, aber die sofortige Popularität des ersten Stückes  Moanin’, welches der Pianist Bobby Timmons geschrieben hatte, führte dazu, dass das Album unter diesem Titel bekannt wurde. Die anderen Stücke wurden vom Saxophonisten Benny Golson geschrieben, der nicht lange bei den Jazz-Messengers war und nur dieses eine Album mit ihnen aufnahm. 
Are You Real? ist ein treibendes, 32-taktiges Stück mit einem zweiteiligen Solo für Golson und Trompeter Lee Morgan. 
Along Came Betty ist ein lyrisches Stück, die Ballade des Albums. 
The Drum Thunder Suite ein wie für Blakey geschaffenes Werk, in drei Motiven: Drum Thunder; Cry a Blue Tear mit einem lateinamerikanischen Rhythmus und Harlem’s Disciples.  
Blues March ist im Stil der Marching Bands von New Orleans gehalten, das ebenso zu einem Klassiker wurde. Das Album endet mit dem, ungewohnt flott gespielten, einzigen Jazz-Standard Come Rain or Come Shine.  
Alle Stücke bis auf die Drum Thunder Suite wurden Erkennungszeichen der Jazz-Messengers, auch nachdem Timmons und Golson die Band verlassen hatten. Das Album ist eher weniger ein typischer Vertreter der Alben der Hard-Bop Ära, es ist mit dem intensiven Schlagzeugspiel von Blakey und der spielerischen Klasse von Morgan, Golson, sowie der Verbindung von Gospel- und Blues-Einflüssen durch Timmons ein Album mit anspruchsvollem, modernen Jazz.

## Titelliste
Seite 1
1. Moanin’ (Bobby Timmons) – 9:30
2. Are You Real? (Benny Golson) – 4:47
3. Along Came Betty (Golson) – 6:08
Seite 2
4. The Drum Thunder (Miniature) Suite (Golson) – 7:30
5. Blues March (Golson) – 6:13
6. Come Rain or Come Shine (Harold Arlen, Johnny Mercer) – 5:45
CD (RVG-Edition)
1. Warm-Up und Gespräch zwischen Lee Morgan und Rudy Van Gelder – 0:35
2. Moanin’ (Timmons) – 9:30
3. Are You Real? (Golson) – 4:47
4. Along Came Betty (Golson) – 6:08
5. The Drum Thunder (Miniature) Suite (Golson) – 7:30
6. Blues March (Golson) – 6:13
7. Come Rain or Come Shine (Arlen, Mercer) – 5:45
8. Moanin’ (Alternate Take) (Timmons) – 9:19

## Rezeption
Die Musikzeitschrift Jazzwise wählte das Album auf Platz 28 in der Liste The 100 Jazz Albums That Shook the World; Keith Shadwick schrieb:

“Blakey was in on the ground floor when it came to the evolution of hard bop into soul jazz, having co-led the first Jazz Messengers with Horace Silver back in 1956. By 1958 he’d gone through a number of versions of the band, with this becoming the blueprint version for the next half a decade. With Benny Golson and Bobby Timmons supplying hard bop anthems such as the title tune, ‘Along Came Betty’ and ‘Blues March’, and the front line soloists refining their long, elaborate post-bop lines into the shorter and more pithy soul-based hard bop lines of the late 1950s, this Blakey band, and this Blakey album, defined soul jazz.”

„Blakey war von Anfang an dabei, als es zur Entwicklung vom Hard-Bop zum Soul-Jazz kam, nachdem er die ersten Jazz Messengers zusammen mit Horace Silver geleitet hatte, damals im Jahr 1956. Bis 1958 hatte er eine Reihe von Versionen der Band  durchprobiert, und diese wurde die Blaupausenversion für das nächste halbe Jahrzehnt. Mit Benny Golson und Bobby Timmons, welche die Hard-Bop-Hymnen wie das Titelstück, "Along Came Betty" und "Blues March" lieferten, und Frontliniensolisten, die ihre langen, aufwendigen Post-Bop-Linien in kürzere und prägnante Soul-basierten Hard-Bop-Linien der späten 1950er Jahre verfeinerten, diese Blakey Band, und dieses Blakey Album, definierten den Soul-Jazz.“

Mike Oppenheim schrieb über das Album bei All About Jazz:

“Moanin' is one of hard bop's seminal albums due to the extremely high quality of the personnel and compositions featured. The mastery with which Lee Morgan and Benny Golson provide the frontline is further elevated by the solidarity of Timmons, Merritt, and Blakey. It is a testament to the great quality of the performers, compositions, and the hard bop genre. The accessibility of the album is surely a result of Art Blakey's desire to promote jazz as an art at a time when public interest in the music was waning, and the genre as a whole was threatened by the popularity of emerging musical styles such as doo-wop and rock and roll.”

„Moanin' ist aufgrund der extrem hohen Qualität des Personals und der vorgestellten Kompositionen eines der bahnbrechenden Alben des Hard Bop. Die Meisterschaft, mit der Lee Morgan und Benny Golson die Frontlinie bilden, wird weiter erhöht durch den Schulterschluss von Timmons, Merritt und Blakey. Es ist ein Beweis für die hohe Qualität der Interpreten, der Kompositionen und des Hard-Bop-Genre. Die Zugänglichkeit des Albums ist sicherlich das Ergebnis von Art Blakeys Wunsch, Jazz als Kunst zu einer Zeit zu fördern, als das öffentliche Interesse an der Musik schwand und das Genre als Ganzes von der Popularität neuer musikalischer Stile wie Doo-Wop und Rock and Roll bedroht wurde.“

Das Magazin Rolling Stone  wählte das Album 2013 in seiner Liste der 100 besten Jazz-Alben auf Platz 21.